# 本山站 (長崎縣)
本山站（日语：／ Motoyama eki */?）是位於長崎縣佐世保市下本山町，松浦鐵道的西九州線車站。

## 歷史
- 1994年（平成6年）10月3日[1]。

## 車站構造
車站是一座地面車站，設有1面1線的單式月台。此站是無人車站，沒有車站大樓，只有候車室。月台建設路堤上。此站是松浦鐵道於佐世保市內的車站中，唯二沒有廁所設施。

## 車站周邊
- 國道204號
- 摩斯漢堡佐世保中里店
- 中里郵局
- 中里幼稚園
- 佐世保市立中里小學
- 東漸寺（日语：東漸寺 (佐世保市)）

## 利用狀況
在2018年度，1日平均上落車人次為210人。在2005年度，1日平均上落車人次為194人。

## 相鄰車站
松浦鐵道
西九州線
快速（部分下行（佐世保方向）的列車在中里停靠）
上相浦－本山－左石
普通
上相浦－本山－中里

## 注腳
1. ↑  鈴木文彥. . 鐵道雜誌 (鐵道雜誌社). 2012-08, 46 (8): 106–111 （日语）.
2. ↑  佐世保市統計書
3. ↑  長崎縣統計年鑑

## 外部連結
- 本山站時間表 （页面存档备份，存于）（日語） - 松浦鐵道